# Voh
Voh (canac Vook) és un municipi francès, situat a la col·lectivitat d'ultramar de Nova Caledònia. El 2009 tenia 2.408 habitants.

## Evolució demogràfica
| Població de Voh (1956-2009) | Població de Voh (1956-2009) | Població de Voh (1956-2009) | Població de Voh (1956-2009) | Població de Voh (1956-2009) | Població de Voh (1956-2009) | Població de Voh (1956-2009) | Població de Voh (1956-2009) | Població de Voh (1956-2009) | Població de Voh (1956-2009) |
| --------------------------- | --------------------------- | --------------------------- | --------------------------- | --------------------------- | --------------------------- | --------------------------- | --------------------------- | --------------------------- | --------------------------- |
| Població                    | 1.328                       | 1.475                       | 1.424                       | 1.656                       | 1.586                       | 1.686                       | 1.942                       | 2.240                       | 2.408                       |
| Any                         | 1956                        | 1963                        | 1969                        | 1976                        | 1983                        | 1989                        | 1996                        | 2004                        | 2009                        |

## Composició ètnica
- Europeus 22,2%
- Canacs 75,9%
- Polinèsics 0,5%
- Altres, 1,4%

## Administració
| Període   | Identitat        | Partit               |
| --------- | ---------------- | -------------------- |
| 1977-1989 | Julien Dounehote | FI, després FLNKS-UC |
| 1989-     | Guigui Dounehote | FLNKS-UNI-Palika     |